# Borland
Borland Software Corporation va ser una companyia estatunidenca de programari amb seu a Austin, Texas, una subsidiària de l'empresa Micro Focus. Va ser fundada el 1983 per Niels Jensen, Ole Henriksen, Mogens Glad i Philippe Kahn.
El febrer de 2006, Borland va anunciar la intenció de separar la divisió IDE, coneguda com a Developer Tools Group, per enfocar-se per complet en el sector d'Application Lifecycle Management (ALM). Com a part d'aquest pla, Borland va comprar Segue Software Inc., proveïdor de programes de qualitat i eines de prova.
El novembre de 2006, la companyia va decidir de convertir el Developer Tools Group en una filial anomenada CodeGear. El 7 de maig de 2008, CodeGear va ser venuda a Embarcadero Technologies per 23 milions de dòlars.
El 6 de maig de 2009, Borland va ser adquirida per Micro Focus per 75 milions de dòlars. La transacció va ser aprovada pels accionistes de Borland el 22 de juliol de 2009 i Micro Focus va pagar 1,50 $ per acció. Els accionistes de Micro Focus també van aprovar l'acord, que es va completar el juliol de 2009.
El 5 d'abril de 2015, Micro Focus va anunciar la finalització de la integració del grup d'empreses Attachmate (fusionades el 20 de novembre de 2014). Durant el període d'integració, les empreses afectades es van fusionar en una única organització. En la reorganització anunciada, els productes Borland van passar a formar part de la cartera de Micro Focus.